# Jaume Botey i Vallès
Jaume Botey i Vallès (Barcelona, 19 de juny de 1940 – l'Hospitalet de Llobregat, 15 de febrer de 2018) fou un activista, polític i professor universitari català.

## Biografia
Va néixer a Barcelona, l'any 1940 al barri del Poble Nou de Barcelona. Era el cinquè de sis germans, quatre nois i dues noies. Ell i el seu germà Francesc Botey (1931-1966) van ingressar a l'orde religiosa dels escolapis, on havien estat alumnes. Jaume Botey substituí al seu germà al barri de barraques del Camp de la Bota de Barcelona quan aquest va ser condemnat pel Tribunal d'Ordre Públic (TOP), fou empresonat a la presó de capellans de Zamora, per haver denunciat la repressió contra la població gitana en un acte a la Universitat de Barcelona.
Jaume Botey es va establir a l'Hospitalet el 1968, en primer lloc a la comunitat escolàpia amb en Ramon Marimón, Josep Maria Montferrer, Jaume Salas i Andreu Trilla, al barri de Can Serra. Allà es va fer càrrec de la parròquia del barri i va impulsar la Casa de Reconciliació, com lloc de trobada i espai de llibertat sota la dictadura franquista. D’allà nasqueren diverses institucions ciutadanes: el Centre d’Esplai, el Grup de joves, l’Escola d’Adults seguint el model de Paulo Freire i impulsant el reconeixement de les anomenats avui C.F.A. (Centres de Formació de persones Adultes), l’Associació de Veïns, en un moment que mancaven la majoria dels serveis col·lectius del barri.
Des d'allà també s'implicaren activament en el primer grup d’objectors de consciència al servei militar, que realitzava un servei civil alternatiu, posant en pràctica la no violència i la resistència pacífica com a formes per reconèixer el dret a l’objecció. En paral·lel va ser professor de l'institut de batxillerat Torras i Bages de Can Serra (1968-75). L’any 1978, a la mort del seu amic escolapi Josep Maria Segura, anà a viure a l’Olivera de Vallbona de les Monges, una comunitat de persones amb minusvalies. Des d’aleshores la Cooperativa l’Olivera formà part de la seva vida.
Es va doctorar en Filosofia per la Facultat de Lletres de la Universitat Autònoma de Barcelona, on va ser professor d'Història de la Cultura i de Moviments Socials entre 1975 i 2015. Aquest càrrec el va fer viatjar per Amèrica Llatina en qualitat d'observador en múltiples ocasions. També va visitar l'Iraq pocs dies abans de la invasió.
Va ser el primer regidor d'ensenyament dels Ajuntaments democràtics (1979-83), quan fou escollit a la llista del PSUC, i regidor a l'oposició (1987-95), a les llistes d'Iniciativa per Catalunya.
Com a escriptor, fou coautor de la primera Bibliografia de l'Hospitalet (1984) i autor del llibre Cinquanta- quatre relats d'immigració (1986) on recull el testimoni de més de 50 famílies immigrants.
Molt vinculat a la vida cívica i al moviment sociopolític de l'Hospitalet. Va ser promotor de les escoles d'adults, de la Casa de Reconciliació, de l'Associació de Veïns de Can Serra i del Centre d'Estudis de L'Hospitalet. També fou president de la Casa de Nicaragua i de la Cooperativa L'Olivera. Els darrers anys fou membre de l'equip de Cristianisme i Justícia, membre del Consell Assessor del Centre d'Estudi de Tradicions de Saviesa i president de l'associació "Cristianisme al segle XXI".
L’any 1982 es casà amb la Pilar Massana, amb qui compartia inquietuds polítiques, socials i culturals amb la gent de la ciutat. L’any 1984 foren dels fundadors del Centre d’Estudis de l’Hospitalet.
Aquesta acció social, política i també religiosa, íntimament interrelacionades, el portà a ser un dels màxims promotors de Cristians pel Socialisme, de Cristianisme Segle XXI, del Fòrum de Teologia i Alliberament, de Cristians en Diàspora, de Redes Cristianas a nivell estatal. Així mateix participà molt activament a Cristianisme i Justícia, amb Capellans Obrers, publicant diverses obres a l’entorn d’aquest compromís amb els pobres, com expressió vital de la fe.
Participà en el Fòrum Mundial Social Mundial des del 2001, implicant-se en les lluites solidaries i per la pau, viatjant en nombroses ocasions a Mèxic i també a Nicaragua, El Salvador, Bolívia, Guatemala. President de la Casa de la Solidaritat de Barcelona. La seva acció política i social el portà a la lluita contra l’entrada d’Espanya a l’OTAN de 1984, la campanya pel 0,7%, la del No a la Guerra visitant els camps de refugiats palestins al Líban i com observador internacional a Iraq entre el 2000 i 2003, abans de la intervenció dels EUA i, els darrers anys, en la lluita per la Renda Garantida Ciutadana (2012-2014).
La seva obra escrita mostra els seus àmbits d’actuació, des de la teologia de l’alliberament, l’ensenyament a partir de l’experiència de Paulo Freire, la lluita per un món millor i el compromís amb els més febles.
Morí el 15 de febrer del 2018. Des de l’any 2018 el nou institut de l’Hospitalet porta el nom de Jaume Botey i Vallès. Les moltíssimes interrelacions creades al llarg de la seva vida es van concretant en el col·lectiu impulsor de l’Associació Llegat Jaume Botey i Vallès.

## Obres publicades
Fruit de la seva llicenciatura i doctorat, Jaume Botey va publicar dues obres acadèmiques:
- Estudi antropològic sobre 54 relats d'immigració: la integració de l'immigrant a Catalunya i el procés de la formació de la consciència de classe. (tesi de llicenciatura dirigida per Ramón Valdés del Toro). Bellaterra: Universitat Autònoma de Barcelona, 1980. Arxivat 2019-04-04 a Wayback Machine.

- Una Experiència política: l'esquerra: testimonis d'una resistència utòpica. (tesi doctoral dirigida per Ramón Valdés del Toro). Bellaterra: Universitat Autònoma de Barcelona, 1993. Arxivat 2019-04-04 a Wayback Machine.

Va ser autor de tres llibres:
- El Llibre blanc de l'ensenyament a l'Hospitalet. L'Hospitalet de Llobregat, Barcelona: Ajuntament de Hospilatet de Llobregat, 1984. Arxivat 2019-04-04 a Wayback Machine.
- Cinquanta-quatre relats d'immigració. Barcelona: Diputació de Barcelona - Centre d'Estudis de l'Hospitalet, 1986. Arxivat 2019-04-04 a Wayback Machine.
- L'Educació d'adults a la circumscripció de Barcelona. Bellaterra: Universitat Autònoma de Barcelona. Insititut de Ciències de l'Educació, 1988. Arxivat 2019-04-04 a Wayback Machine.

De la seva arrelada implicació amb Cristianisme i Justícia, van néixer cinc quaderns:
- El Déu de Bush: fonaments “teològics” de la política de George W. Bush. Quadern 126. Barcelona: Cristianisme i Justícia, juliol 2004.
- Converses amb Agustí de Semir. Quadern 136. Barcelona: Cristianisme i Justícia, octubre 2005.
- Construir l'esperança. Quadern 154. Barcelona: Cristianisme i Justícia, juny 2008.
- Capellans obrers: compromís de l'Església amb el món obrer. Quadern 175. Barcelona: Cristianisme i Justícia, agost 2011.
- A 500 anys de la reforma protestant: de la ruptura al diàleg. Quadern 204. Barcelona: Cristianisme i Justícia, juliol 2017.

Les seves col·laboracions en obres de diversos autors inclouen:
- Bibliografia sobre l'Hospitalet. (amb Joan Camós i Cabeceran). Hospitalet de Llobregat: Centre d'Estudis de l'Hospitalet, 1985. Arxivat 2019-04-04 a Wayback Machine.
- La Batalla de Génova. (amb Miguel Riera Montesinos (ed.), [et al.]). Barcelona: El Viejo Topo, 2001. Arxivat 2019-04-04 a Wayback Machine.
- Contra la ignorància informada: els valors davant l'impacte de les noves tecnologies de la comunicació: VII Congrés de Cristianisme al Segle XXI. (amb Santiago Ramentol (ed.), [et al.]). Cabrera de Mar: Galerada, 2012. Arxivat 2019-04-04 a Wayback Machine.

## Premis i reconeixements
- Premi d'Honor de la ciutat de l'Hospitalet el 1999[13]
- Memorial Joan XXIII el 2017[14]